# Panama-Stummelfußfrosch
Der Panama-Stummelfußfrosch (Atelopus zeteki), auch „Rana dorada“, der „Goldene Frosch“, ist ein seltener Froschlurch aus der Familie der Kröten (Bufonidae). Wissenschaftlich benannt wurde er nach dem US-amerikanischen Entomologen James Zetek (1886–1959).

## Beschreibung
Der Panama-Stummelfußfrosch erreicht eine Größe von 3,5 bis 4 Zentimetern. Er ist gelborange gefärbt und hat schwarze Flecken auf dem Rücken, den Flanken und auf dem Kopf. Um sich vor Fressfeinden zu schützen, sondert seine glatte Haut das Nervengift Tetrodotoxin ab.

## Verbreitung
Sein Vorkommen beschränkt sich auf die Region östlich der Serranía-de-Tabasará-Gebirgskette in den panamaischen Provinzen Coclé und Panamá.

## Lebensraum und Lebensweise
Lebensraum dieser Art sind die niederschlagsreichen Bergwälder Panamas in Höhenlagen von 335 bis 1315 m NN. Aufgrund der hohen Luftfeuchtigkeit hat der Stummelfußfrosch seine Brutplätze in mit Regenwasser gefüllte Baumhöhlen oder in Pfützen verlegt. Während der Paarung klammern sich die Männchen auf dem Rücken der Weibchen fest. Für die Brutpflege sind allein die Männchen zuständig. Die Weibchen verlassen nach der Laichablage das Revier. Die Entwicklungszeit der Kaulquappen dauert ca. vier Wochen. In dieser Zeit verteidigt das Männchen seine Brut gegen andere Frösche. Sie sind tagaktiv und jagen sowohl am Boden als auch auf Bäumen. Die Nahrung besteht aus Tausendfüßern, Ameisen, Spinnen und Käfern.

## Gefährdung
Die Gründe für den Rückgang des Panama-Stummelfußfrosches sind vielfältig. Ursachen sind beispielsweise die Rodung der panamaischen Wälder und damit der Verlust seines Lebensraumes sowie das Einfangen für den illegalen Tierhandel. Noch verheerender wirkte sich allerdings die Pilzerkrankung Chytridiomykose aus, der in den vergangenen zehn Jahren bereits über 80 Prozent des Bestandes zum Opfer gefallen sind. In der Cerro Campano ist die Art vermutlich ausgestorben. Auch die El Chocó-Population brach 2004 dramatisch zusammen und gilt heute als in der Wildnis ausgestorben. 2007 wurde die letzte bekannte wildlebende Population des Panama-Stummelfußfrosches im Valle de Anton von David Attenborough in der Serie Life in Cold Blood dokumentiert. Um die Art vor dem Aussterben zu bewahren, hat der Zoo von Houston im Valle de Anton das „El Valle Amphibian Conservation Center“ aufgebaut, in dem diese Art bereits erfolgreich gezüchtet wurde.